# Harbour Grace–Port de Grave
Circonscription électorale provinciale du Canada
Harbour Grace–Port de Grave est une circonscription électorale provinciale de la Chambre d'assemblée de la province canadienne de Terre-Neuve-et-Labrador.

## Liste des députés
| Harbour Grace–Port de Grave |                  |         |                |             |
| Député                      | Député           | Parti   | Mandat         | Législature |
|                             | Pam Parsons (en) | Libéral | 2015 - 2019    | 48e         |
|                             | Pam Parsons (en) | Libéral | 2019 - 2021    | 49e         |
|                             | Pam Parsons (en) | Libéral | 2021 - présent | 50e         |